# ヨーゼフ・ズーハー
ヨーゼフ・ズーハー（Josef Sucher [ˈjoːzef ˈzuːxɐ], 1843年11月23日 - 1908年4月4日）は、オーストリアの指揮者。

## 略歴
ウィーン宮廷礼拝堂少年聖歌隊の団員として音楽を学ぶ。オーストリア各地の歌劇場で指揮活動を行い、ライプツィヒ歌劇場の指揮者を経て1888年からベルリン宮廷歌劇場の総監督を務める。リヒャルト・ワーグナーの信奉者、よき理解者として知られた。ソプラノ歌手ローザ・ハッセルベックは妻。